# Trimsaran
Trimsaran est un petit village situé dans le Sud du Pays de Galles, dans le comté du Carmarthenshire. La ville comptait 2534 habitants au recensement de 2001.